# Kyllinga tisserantii
Kyllinga tisserantii är en halvgräsart som beskrevs av Henri Chermezon. Kyllinga tisserantii ingår i släktet Kyllinga och familjen halvgräs. Inga underarter finns listade i Catalogue of Life.